# Phil Edwards (cyclisme)
Pour l'athlète canadien, voir Phil Edwards. Pour les homonymes, voir Edwards.
Philip Edwards dit Phil Edwards (né le 3 septembre 1949 à Corsham en Angleterre et mort le 24 avril 2017 à Roquebrune-Cap-Martin,) est un coureur cycliste britannique. Il est professionnel de 1976 à 1980 au sein de l'équipe italienne Sanson.

## Palmarès

### Palmarès amateur
- 1967
  -  Champion de Grande-Bretagne sur route juniors
- 1971
  - 6e étape de la Milk Race
- 1972
  - Lincoln Grand Prix
  - 1reb étape du Grand Prix d'Annaba
  - 3e étape de la Milk Race
  - 3e du Tour de la Manche
  - 6e de la course en ligne des Jeux olympiques
- 1973
  - Prologue de la Milk Race
- 1974
  - Gran Premio Ezio Del Rosso
  - 2e de Milan-Busseto
- 1975
  - Giro del Casentino
  - Coppa Cicogna
  - Tour du Frioul-Vénétie julienne
  - Coppa Fiera di Mercatale
  - 2e étape de la Milk Race
  - 2e de Florence-Viareggio

### Palmarès professionnel
- 1977
  -  Champion de Grande-Bretagne sur route
  - 2e des Trois vallées varésines
  - 3e du Trophée Matteotti
  - 3e du Tour d'Émilie
- 1978
  - 7ea étape du Tour de Catalogne
  - 7e de Paris-Tours
- 1979
  - 2e du Grand Prix de la ville de Camaiore

## Résultats sur les grands tours

### Tour d'Italie
5 participations
- 1976 : 69e
- 1977 : 109e
- 1978 : 69e
- 1979 : 42e
- 1980 : abandon